# 东蒙银行
1946年至1951年，内蒙古解放区地方政权设立的发钞银行相继为东蒙银行、内蒙银行、内蒙古人民银行。

## 历史
1946年1月19日东蒙古人民自治政府颁布了《东蒙古人民自治政府施政纲领》第九条中规定：建立东蒙银行，发行货币，整顿金融，以此作为经济的保障。而且把创建银行，发行货币，全力解决地方财政问题当做初创的自治区政府面临的首要任务。1946年3月1日东蒙银行正式成立。直属于东蒙古人民自治政府财政经济部，首任行长杨荫桂（留用人员，原满洲中央银行兴安支店襄理）。下辖扎兰屯支行、白城子办事处和流通券印刷厂。主要业务是发行货币，代理金库业务，机关和公营企业存款、放款，汇兑，收购金银等。3月15日，东蒙银行开始印发东蒙古人民自治政府暂行流通券。5月25日东蒙古人民自治政府改为隶属于东北行政委员会的兴安省政府，7月20日发行兴安省政府暂行流通券。9月开始发行东蒙银行东蒙各旗县公私款通用券。10月发行兴安省政府东蒙各旗县地方流通券。从1946年1月到1947年3月，东蒙银行发行货币总额为60,859万元，借助旧币，以一比一的比价，投进流通领域，与管内流通的各种货币等值使用。
1947年5月1日内蒙古自治政府宣告成立，发布《内蒙古自治政府施政纲要》，提出“建立内蒙银行，发行货币”。1947年6月1日东蒙银行正式改组为内蒙银行，行长胡子寿（内蒙古自治政府财政部副部长兼，10月改由内蒙古自治政府财政部副部长金墨言兼），副行长杨荫桂、刘风池。原东蒙银行的四个股升格为四个科。辖突泉、扎赉特旗、扎兰屯、白城子、齐齐哈尔等五个支行（办事处）。银行的主要任务是：发行货币，存款、储蓄、信贷、农贷、汇兑、收买金银。发行内蒙银行内蒙各旗县公私款通用流通券，俗称旧蒙币，4种面值为贰百元、伍百元、贰仟元和伍万元。从1947年5月到1948年5月末，内蒙古银行共发行旧蒙币548，810万元。
1948年6月1日内蒙古自治政府颁布了《关于币制改革，改组内蒙古银行》的布告，宣布内蒙古银行停止业务，重新组建内蒙古人民银行，发行新货币即内蒙古人民银行内蒙旗县公私通用券，俗称新蒙币，包括贰佰元、伍佰元、贰仟元、壹万元、伍万元5种面额；同时收兑各种旧杂币：其中旧蒙币按八折，其他按五折，内蒙古地区货币统一。1950年7月1日，在锡林郭勒盟和察哈尔盟的各地（旗）设立内蒙古人民银行支行。
1951年3月20日，中央人民政府政务院命令：为统一币制，收回东北银行和内蒙古人民银行所发行的地方流通券。1951年3月23日，内蒙古人民政府颁布关于执行中央政府政务院统一币制的命令。自1951年4月1日起，内蒙古地区一切计价、记账、契约等均以人民币为法定货币单位。1951年4月1日中央人民政府政务院发布命令，决定内蒙古人民银行改组为中国人民银行内蒙古自治区分行，按照9.5比1收兑内蒙古人民银行发行的新蒙币为第一套人民币，收兑至1952年5月底截止。鉴于内蒙古地域辽阔，为了照顾群众利益，将收兑的时限延至1952年年底。这次收兑工作历时一年零九个月，共收回内蒙古人民银行地方流通券7303亿元，约占当地流通量的98%。